# Glassella
Glassella is een geslacht van kreeftachtigen uit de klasse van de Malacostraca (hogere kreeftachtigen).

## Soort
- Glassella costaricana (Wicksten, 1982)